# Echiurus
Echiurus ist der Name einer Gattung der Igelwürmer (Echiura), die gleichzeitig die monogenerische Familie der Echiuridae bildet und 4 Arten in arktischen und antarktischen Gewässern, teilweise auch bis in die Nordsee umfasst.

## Merkmale
Die Igelwürmer der Familie Echiuridae besitzen um den After am Ende des Rumpfes zwei Ringe mit weit vorragenden Borsten. Vorn sitzen bauchseitig zwei Haken. Hinter dem Pharynx befindet sich ein Diaphragma, welches das Coelom beinahe in zwei Teile trennt. Die Proboscis kann lang und fast röhrenförmig oder auch kürzer und spatelförmig sein. Die Tiere haben 1 bis 3 Paar Nephridien, bei denen die Lippen der Nephrostomata nicht spiralig aufgewickelt sind. Das Blutgefäßsystem ist geschlossen und besteht aus einem kurzen Rückengefäß im Vorderbereich, einem längeren Bauch- oder Zentralgefäß entlang des Hauptnervenstrangs und einem neurointestinalen Gefäß, die über einen Ringsinus am Darm verbunden sind. Das Blut enthält Amoebocyten, aber keine Roten Blutkörperchen. Die Längsmuskeln des Hautmuskelschlauchs sitzen zwischen den äußeren Ringmuskeln und den inneren Quermuskeln.
Männchen und Weibchen sind gleich groß. Die Befruchtung ist extern, und die Entwicklung verläuft über eine schwimmende Trochophora-Larve.
Am besten untersucht ist der als erste Igelwurmart überhaupt 1766 von Peter Simon Pallas beschriebene, etwa 10 bis 15 cm lange Quappwurm (Echiurus echiurus), der auch vor der Elbmündung vorkommt.

## Arten
Es gibt derzeit 4 anerkannte Arten:
- Echiurus abyssalis Skorikow, 1906
- Echiurus antarcticus Spengel, 1912
- Echiurus echiurus (Pallas, 1766)
- Echiurus sitchaensis Brandt, 1835